# San Nicolás, Malinalco
San Nicolás är en ort i kommunen Malinalco i delstaten Mexiko i Mexiko. Samhället hade 943 invånare vid folkräkningen år 2020, och var kommunens sjätte största, sett till folkmängd.